# ロズウェル (ジョージア州)
ロズウェル（英: Roswell）は、アメリカ合衆国ジョージア州のフルトン郡にある都市である。人口は9万2833人（2020年）。アトランタの北方に位置するベッドタウンであり、比較的裕福な住民が多い。

## 歴史

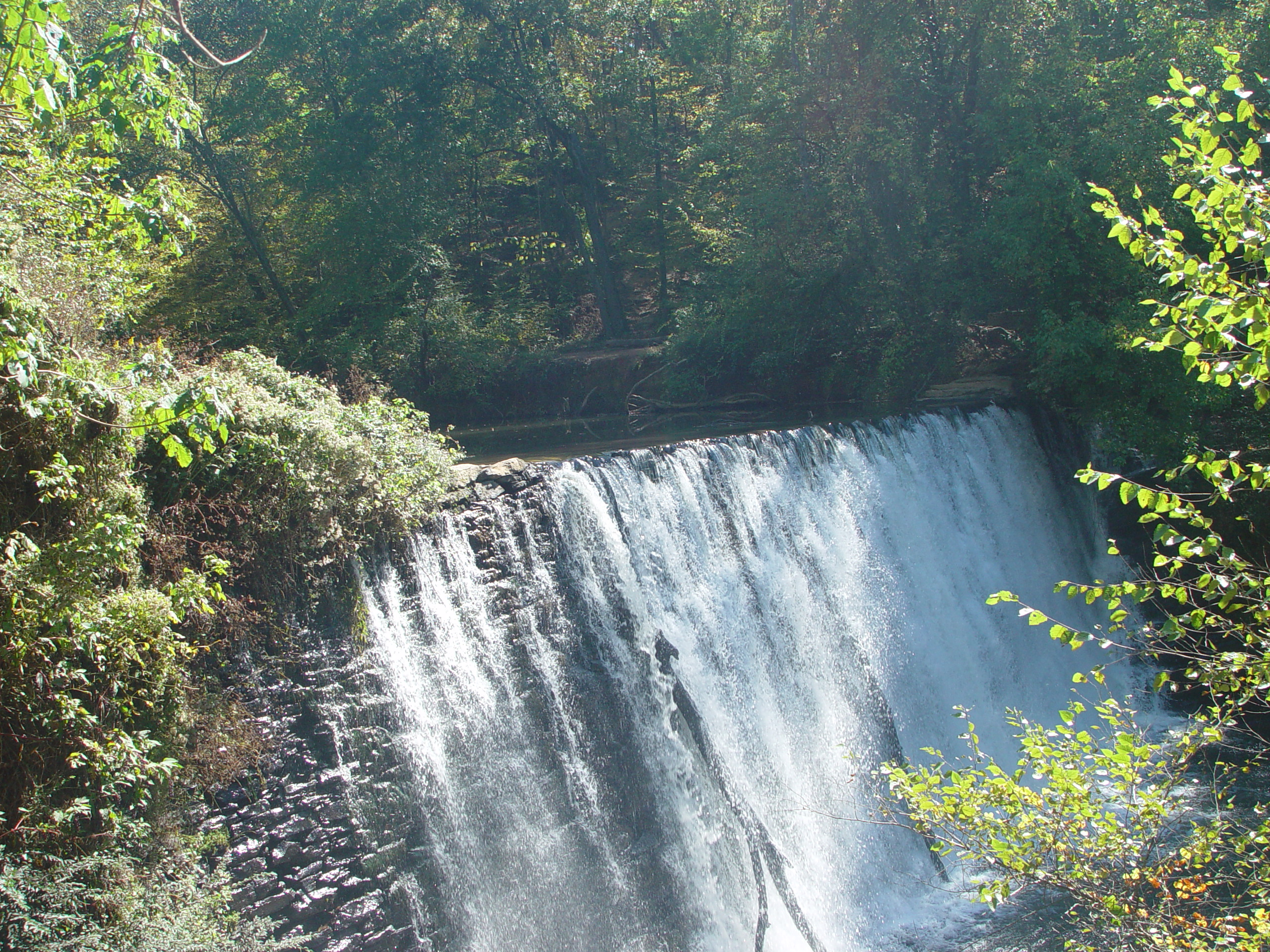
ビッカリー・クリーク・ダム

1830年、ロズウェル・キングが北ジョージアを旅していた間に、現在ロズウェル市となっている地域を通り、ビッカリー・クリーク沿いに綿糸工場を建てられる大きな可能性を感じ取った。その近くの土地はプランテーションを造るにも適していたので、綿花の生産地近くで綿糸の加工を行うというアイディアになった。
1830年代半ばにかけて、キングがここに戻って来て工場を建て、それが間もなく北ジョージアでは最大のロズウェル・ミルとなった。キングは海岸にあった自分のプランテーションから36人のアフリカ人奴隷を連れてきており、さらに工場を建てるためにサバンナで購入した42人の熟練した大工の奴隷も連れてきた。これら奴隷達が工場、インフラ、家屋、工場労働者のアパート、さらには新しい町のための補助的な建物を建設した。アフリカ人は、大西洋海岸部から北ジョージアにその特徴あるギーチーの文化、言語、宗教的な伝統も持ってきていた。

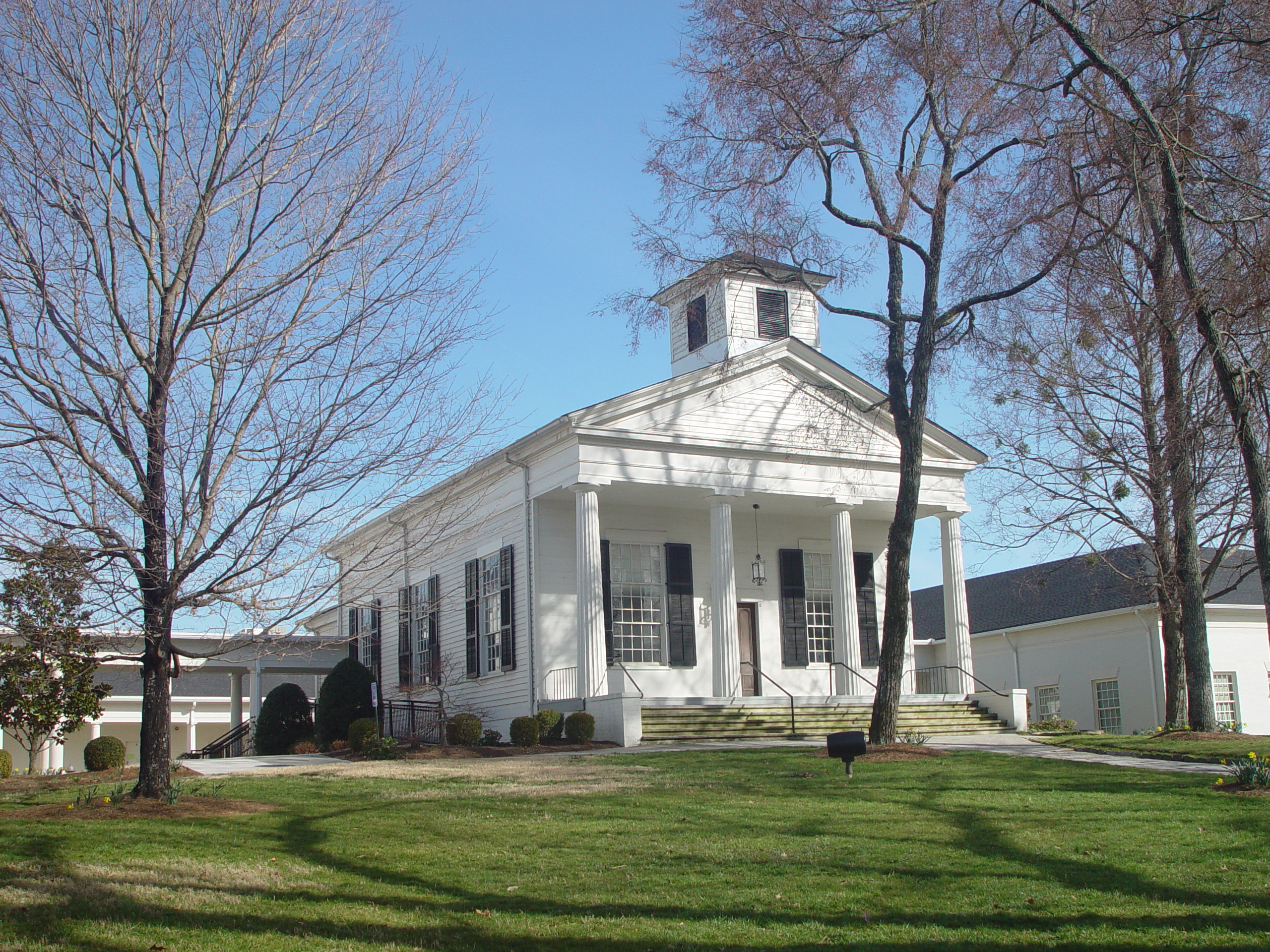
旧ロズウェル長老派教会、1839年建設

キングはこの新しい土地で自分の事業に加わるよう、海岸部から投資家を招いた。息子の一人であるバーリントン・キングも事業に加わり、製造会社で父の後継者となった。アーチボルド・スミスはここに移って来て新しいプランテーションを造った農園主の一人であり、海岸部からやはり奴隷を連れてきていた。
バーリントン・キングの家であるバーリントン・ホール、アーチボルド・スミスの邸宅であるスミス・プランテーション、セオドア・ルーズベルト大統領の母ミッティ・ブロックの子供時代の家であるブロック・ホールが、現在も保存され、修復されている。これらは公開もされている。1850年のスレーブ・スケジュールズに拠れば、これらの「設立一家」3家族とそれに続く大きな農園主3家族で192人の奴隷を所有しており、ロズウェル地区で所有された378人の51％に相当していた。アーチボルド・スミスは広さ300エーカー (1.2 km2) の綿花プランテーションを所有していた。1850年の国勢調査に拠れば、バーリントン・キングは70人の奴隷を所有していた。これら奴隷の半分は10歳未満だった。これら奴隷はバーリントン・キングの敷地で働いていた。バーリントン・キングは成人となった男性奴隷の幾らかをロズウェル製造会社に「貸して」いたが、工場の機械周りでは働いていなかった。

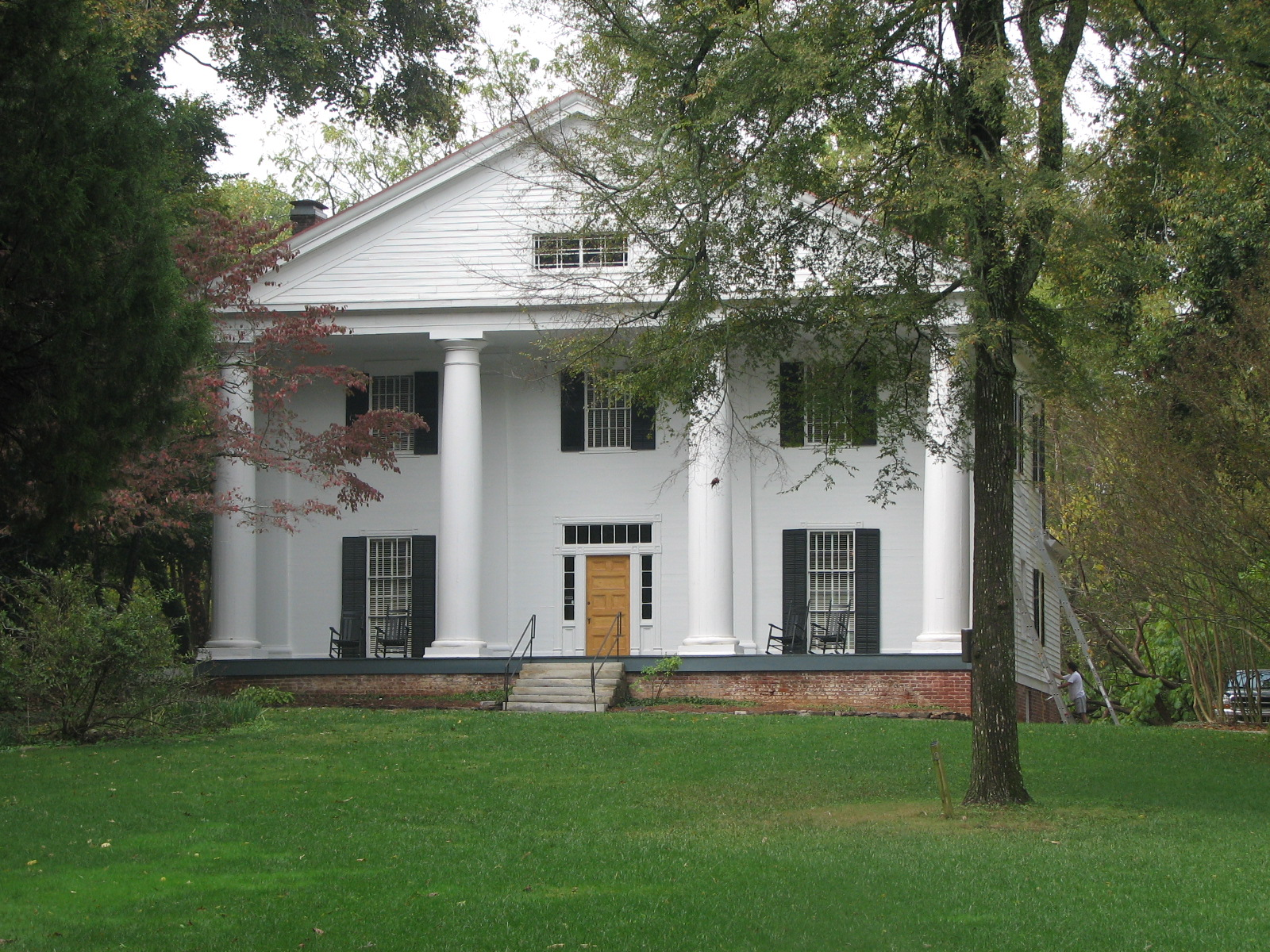
ブロック・ホール、1839年建設

ロズウェルの地域は、最初に入植された時はコブ郡の一部だった。郡庁所在地のマリエッタは西に馬で片道4時間の位置にあった。ロズウェルの住民が地元に自治政府を望み、ジョージア州議会に町の法人化に向けた市憲章を提出した。この憲章は1854年2月16日に承認された。
南北戦争の時までに、綿糸工場は400人以上の労働者を雇用しており、その大半が女性だった。彼らはピードモント台地に入植した者が多く、スコットランド・アイルランド系移民の子孫であることが多かったと考えられる。工場の生産が増加すると、地域に住む人口も増加した。

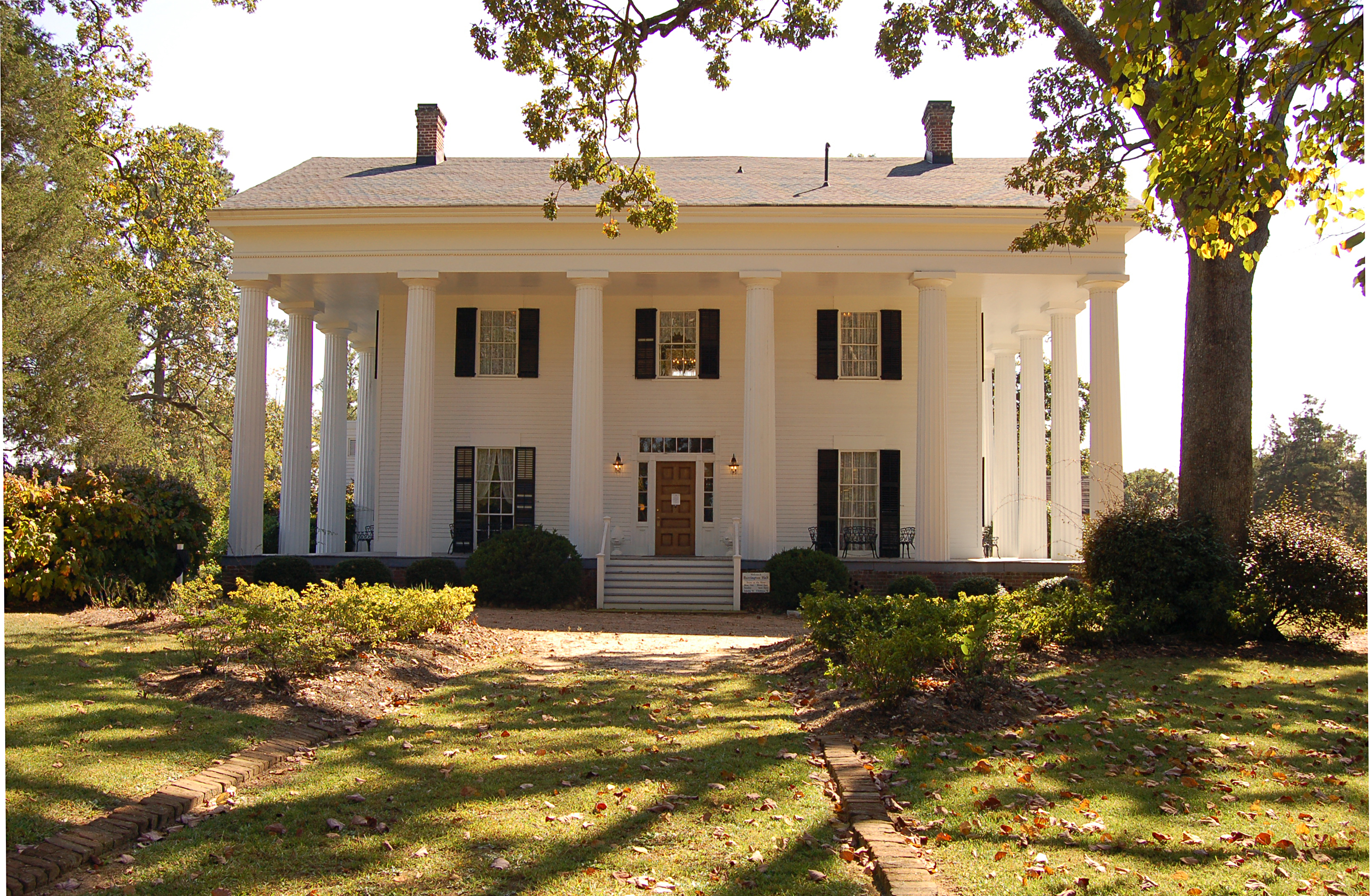
バーリントン・ホール、1842年建設

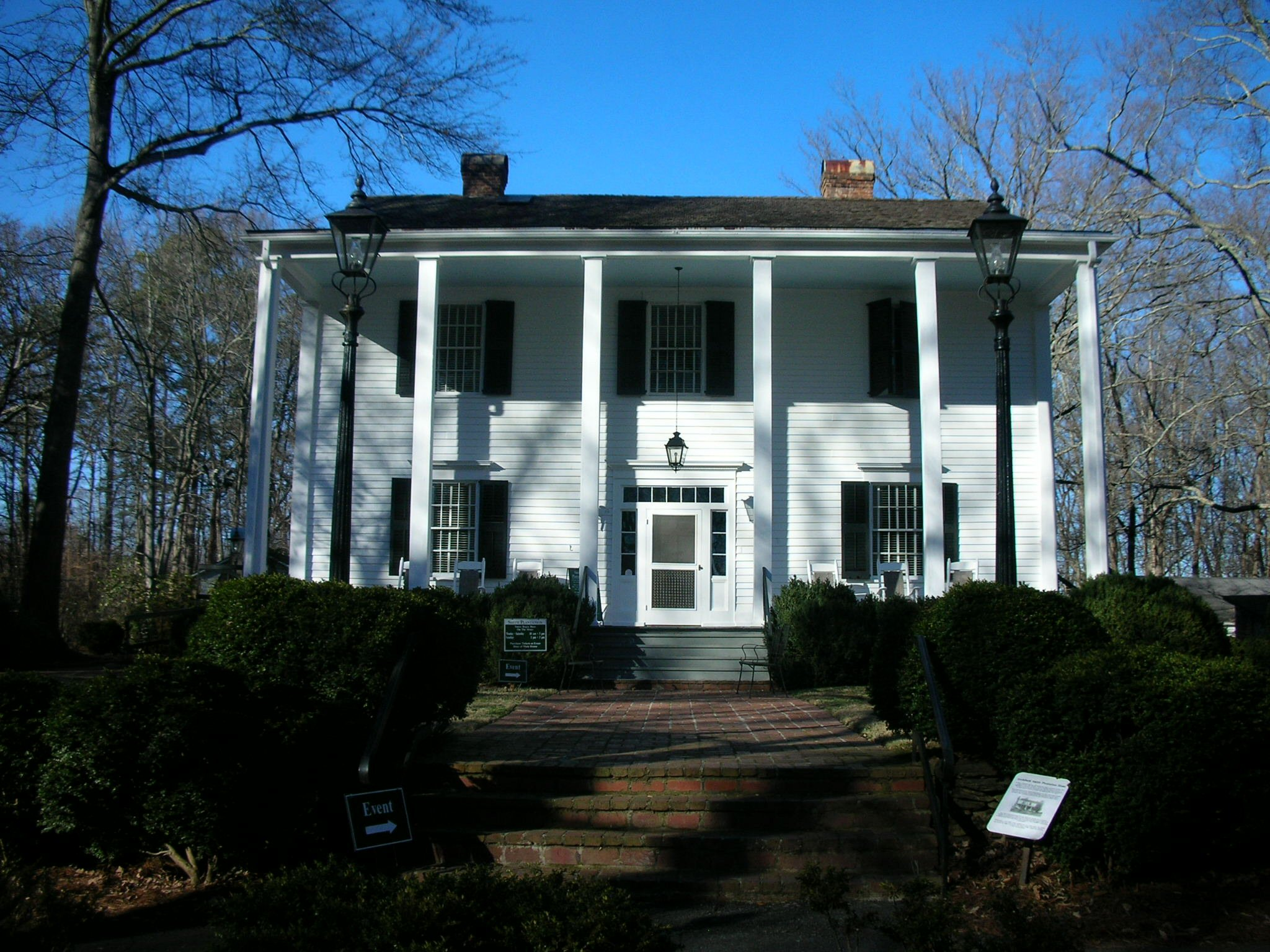
アーチボルド・スミス・プランテーションハウス、1845年建設

南北戦争のとき、市はケナー・ガラード将軍の指揮する北軍に占領された。ウィリアム・シャーマン少将の命令により、ガラードは工場が再建されれば、その労働者が働きに戻るのを防ぐために彼らを北に送った。これは南部の経済活動を妨害するためにシャーマンが採った通常の戦術だった。工場は燃やされたが、家屋はそのまま残された。工場の跡と、動力を得るために建設された高さ30フィート (9.1 m) のダムが現在も残っている。町の資産の大半が北軍に押収された。北軍が侵略してくる前に、町の指導的な一家が町を離れて安全な所に逃げ、この頃の習慣としてその奴隷達も前進してくる北軍兵に連れていかれないよう手配されていた。北軍の部隊に逃亡した奴隷もいた。
戦後、バーリントン・キングが工場を再建し、生産を再開した。解放奴隷の多くが地域に留まり、プランテーションや町で賃金労働者として働いた一方で、新しい機会を求めてフルトン郡やアトランタ市に移った者もいた。南部は戦争と労働環境の変化が起きた結果として農業の景気低迷を味わった。
国勢調査に拠れば、コブ郡の人口は戦前の1860年の14,242人から、戦後1870年の13,814人と僅かに減少した。その間にアフリカ系アメリカ人の構成比は27％から23％と大きく減少した。フルトン郡では、アフリカ系アメリカ人の劇的な移動によって、1860年に20.5％いた奴隷から、1870年には有色人種の構成比45.7％と増加していた。
1931年末、アメリカ合衆国は世界恐慌の真っ最中にあった。難しい経済状態によって、ロズウェルの北隣に当時あったミルトン郡が（現在のロズウェルの多くはミルトン郡に属していた）、ロズウェルの南に隣接していたフルトン郡と合併した。この合併のために、ロズウェルはコブ郡から分離してフルトン郡の一部となった。これは1932年5月9日付で有効となった。ロズウェルは、その日以前に統計記録、不動産記録、コブ郡事務官の不正行為の結果など法的な記録書類を整理した。この日以後はフルトン郡事務官と共に行った。
ロズウェルは現在州内でも大きな方の都市である。その人口は過去15年間でも着実に成長を続けている。
共和党員のジェア・ウッドが1997年以来ロズウェル市長を務めている。

## 地理
ロズウェル市は北緯34度2分2秒 西経84度20分39秒 / 北緯34.03389度 西経84.34417度 (34.033896, −84.344028)に位置している。
アメリカ合衆国国勢調査局に拠れば、市域全面積は38.6平方マイル (100 km2)であり、このうち陸地38.0平方マイル (98 km2)、水域は0.6平方マイル (1.6 km2)で水域率は1.53%である。

### 特徴ある地形
- ビッカリー・クリーク（ビッグ・クリーク）
- ブルスルース湖
- チャタフーチー川
- モーガンフォールズ・ダム
- ジョンズ・クリーク
- クルックト・クリーク
- オーダリーミル・クリーク

### 気候
| ロズウェルの気候 | ロズウェルの気候 | ロズウェルの気候 | ロズウェルの気候 | ロズウェルの気候 | ロズウェルの気候 | ロズウェルの気候 | ロズウェルの気候 | ロズウェルの気候 | ロズウェルの気候 | ロズウェルの気候 | ロズウェルの気候 | ロズウェルの気候 | ロズウェルの気候 |
| 月               | 1月              | 2月              | 3月              | 4月              | 5月              | 6月              | 7月              | 8月              | 9月              | 10月             | 11月             | 12月             | 年               |
| ---------------- | ---------------- | ---------------- | ---------------- | ---------------- | ---------------- | ---------------- | ---------------- | ---------------- | ---------------- | ---------------- | ---------------- | ---------------- | ---------------- |
| 平均最高気温 °F  | 49.0             | 53.8             | 62.8             | 71.5             | 78.2             | 84.6             | 87.3             | 86.7             | 81.2             | 71.8             | 62.6             | 53.0             | 70.2             |
| 平均最低気温 °F  | 27.0             | 29.4             | 36.4             | 44.2             | 53.0             | 60.9             | 65.1             | 64.6             | 58.6             | 45.6             | 37.3             | 30.3             | 46.0             |
| 雨量 inch        | 5.2              | 4.9              | 6.0              | 4.6              | 4.7              | 3.7              | 4.8              | 4.1              | 3.6              | 3.5              | 3.8              | 4.8              | 53.8             |
| 平均最高気温 °C  | 9.4              | 12.1             | 17.1             | 21.9             | 25.7             | 29.2             | 30.7             | 30.4             | 27.3             | 22.1             | 17               | 11.7             | 21.2             |
|                  | −2.8             | −1.4             | 2.4              | 6.8              | 11.7             | 16.1             | 18.4             | 18.1             | 14.8             | 7.6              | 2.9              | −0.9             | 7.8              |
| 雨量 mm          | 132              | 124              | 152              | 117              | 119              | 94               | 122              | 104              | 91               | 89               | 97               | 122              | 1,367            |
| 出典：           |                  |                  |                  |                  |                  |                  |                  |                  |                  |                  |                  |                  |                  |

## 人口動態
以下は2010年の国勢調査による人口統計データである。
基礎データ
- 人口: 88,346. 人

人種別人口構成
- 白人: 74.7%
- アフリカン・アメリカン: 11.7%
- ネイティブ・アメリカン: 0.3%
- アジア人: 4.0%
- 太平洋諸島系: 0.1%
- その他の人種: 8.6%
- 混血: 2.5%
- ヒスパニック・ラテン系: 16.6%
  - メキシコ系: 11.5%

以下は2000年の国勢調査による人口統計データである。
| 基礎データ - 人口: 79,334 人 - 世帯数: 30,207 世帯 - 家族数: 20,933 家族 - 人口密度: 805.7人/km2（2,086.5 人/mi2） - 住居数: 31,300 軒 - 住居密度: 317.9軒/km2（823.2 軒/mi2） 人種別人口構成 - 白人: 81.51% - アフリカン・アメリカン: 8.54% - ネイティブ・アメリカン: 0.20% - アジア人: 3.74% - 太平洋諸島系: 0.03% - その他の人種: 4.08% - 混血: 1.90% - ヒスパニック・ラテン系: 10.61% | 年齢別人口構成 - 18歳未満: 24.4% - 18-24歳: 8.2% - 25-44歳: 35.1% - 45-64歳: 24.7% - 65歳以上: 7.5% - 年齢の中央値: 37歳 - 性比（女性100人あたり男性の人口） - 総人口: 100.0 - 18歳以上: 98.0 世帯と家族（対世帯数） - 18歳未満の子供がいる: 34.6% - 結婚・同居している夫婦: 57.1% - 未婚・離婚・死別女性が世帯主: 8.6% - 非家族世帯: 30.7% - 単身世帯: 23.1% - 65歳以上の老人1人暮らし: 4.5% - 平均構成人数 - 世帯: 2.61人 - 家族: 3.07人 | 収入と家計（2007年推計） - 収入の中央値 - 世帯: 73,469米ドル - 家族: 103,698米ドル - 性別 - 男性: 72,754米ドル - 女性: 45,979米ドル - 人口1人あたり収入: 40,106米ドル - 貧困線以下 - 対人口: 5.0% - 対家族数: 3.2% - 18歳未満: 5.6% - 65歳以上: 0.7% |

2010年の世帯当たり収入分布
| 収入                | 構成比 |
| ------------------- | ------ |
| $14,999以下         | 3.8%   |
| $15,000 – $34,999   | 3.7%   |
| $35,000 – $74,999   | 14.4%  |
| $75,000 – $99,999   | 17.9%  |
| $100,000 – $149,999 | 24.3%  |
| $150,000 – $199,999 | 6.9%   |
| $200.000 +          | 11.0%  |

2010年の世帯当たり収入
| 中央値           | $87,080  |
| 一人当たり       | $43,286  |
| 男性平均         | $117,088 |
| 家族平均構成人数 | 3.23     |
| 世帯平均構成人数 | 2.70     |

ロズウェルの家屋価格中央値の変遷
| 年   | 家屋価格 |
| ---- | -------- |
| 1990 | $143,497 |
| 2000 | $207,700 |
| 2005 | $299,000 |

2000年の年齢層別構成
| 年齢         | 構成比 |
| ------------ | ------ |
| 5歳未満      | 6.8%   |
| 5–9          | 7.9%   |
| 10–19        | 12.7%  |
| 20–29        | 9.8%   |
| 30–39        | 19.4%  |
| 40–49        | 17.2%  |
| 50 -59       | 13.9%  |
| 60–69        | 5.5%   |
| 70歳以上     | 4.4%   |
| 不明         | 2.4%   |
| 年齢の中央値 | 37.2   |

2006年の性別構成
| 性別 | 構成比 |
| ---- | ------ |
| 男性 | 49.2%  |
| 女性 | 50.8%  |

教育の水準
| 教育の水準 | 構成比 |
| ---------- | ------ |
| 高校未満   | 5.1%   |
| 高校卒     | 12.8%  |
| 准学士     | 6.1%   |
| 学士       | 40.3%  |
| 修士以上   | 18.8%  |

人種と民族
| 人種                                           | 構成比 |
| ---------------------------------------------- | ------ |
| アメリカ・インディアン、エスキモー、アリュート | 0.9%   |
| アジア人                                       | 4.4%   |
| 黒人                                           | 12.4%  |
| 白人                                           | 73.9%  |
| その他人種                                     | 6.3%   |
| ヒスパニック系                                 | 14.8%  |

CNNは、2010年「アメリカで住みたい場所100傑」の中でロズウェルを第76位に挙げた。
ロズウェルは、フロマーズから国内で「貴方の家族を育てたいトップ3都市」の1つに挙げられた。
2006年10月30日、ロズウェル市は、モーガン・クイットノーの発行する犯罪統計とランキングの年鑑「都市犯罪ランキング」によって、アメリカの都市の中では安全な都市の第18位に挙げられた。25の評価項目により全米371都市の中からこの順位に評価された。

## 経済
ホンジュラス・アトランタ総領事館がロズウェル市ハウズウェイ600のスイート3に入っている。市内大手雇用主は、キンバリー・クラーク・コーポレーション、ノースフルトン地域病院、ハリーズ・ファーマーズマーケット、およびロズウェル市役所である。ロズウェルとアトランタ市を結ぶ州道400号線の一部はハイテク回廊として知られ、キンバリー・クラークのような多くの技術系会社が工場や事務所を構えている。2006年時点で、ロズウェルで登録されている企業5,000社のうち3分の1が自家で営むものだった。主要産業分野は小売業であり、他に技術系会社、飲食業、卸売業、医療が続く。
ロズウェル市民の多くは近くのアトランタ市で働いている。
ロズウェル市内に本社を置く企業として、衣料のスノーグ・ティーズ、ソフトウェアのトリップワイア・インタラクティブ、インターネットのファーサリア・テクノロジーズがある。ロズウェルの経済は、レストラン・チェーンのチックフィレイや、靴修理のヒール・ソー・クイクなどジョージア州で人気のある多くの企業の店舗を誘致できる大きさがある。
2015年、ロズウェルはアメリカの小都市の中で経済成長率では第224位に挙げられた。

### 観光業
市内の観光地に以下のものがある。
- アーチボルド・スミス・プランテーションハウス
- ブロック・ホール
- バーリントン・ホール
- チャタフーチー川国立レクリエーション地域
- チャタフーチー自然センター
- フェイシズ・オブ・ウォー記念碑
- プリムローズ・コテージ
- 教育博物館北
- アトランタ・ローイング・クラブ
- ホリーヒル
- ロズウェル歴史地区[23]

#### 公園とレクリエーション

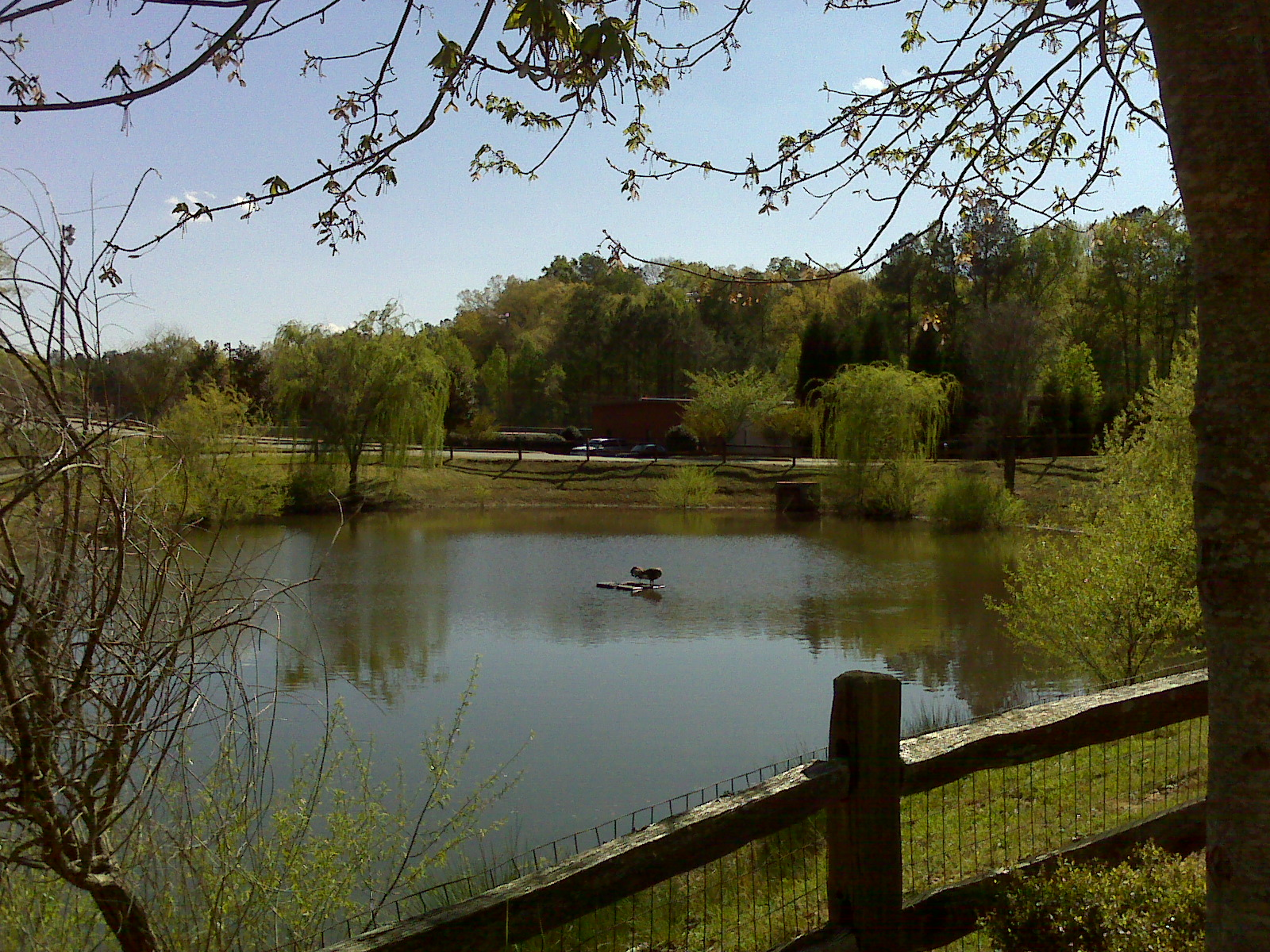
東ロズウェル公園の池

ロズウェル市レクリエーションと公園部では、総面積800エーカー (3.2 km2) の能動・受動公園と施設18か所を運営している。この部門の目的は、地元にある多くの中学校、高校と協力し、青年の地域社会参加精神と運動の感覚を育てることであり、年間を通じて運動の場や指導者を提供することで、その目的を達することにある。
全国公園システムに属するチャタフーチー川国立レクリエーション地域がロズウェル市のビッカリー・クリーク沿いにある。

#### 祭とパレード
- ロズウェル・メモリアルデイ・セレモニー — ジョージア州では最大のメモリアルデイ・セレモニー
- ロズウェル・ルーツ: 黒人の歴史と文化の祭、2月開催
- ロズウェル・クリテリウム自転車レースと、歴史的ロズウェル・キワニス児童自転車安全ロデオ、5月開催
- ロズウェル・マグノリア・ストーリーテリング祭、6月開催
- リバーサイド・サウンズ・コンサート・シリーズ、5月から10月開催
- ロズウェル・ユースデイ・パレードと祭、10月開催
- キープ・ロズウェル・ビューティフル鵞鳥レース、10月開催
- ロズウェル花火大会イクストラバガンザ、7月4日開催
- ロズウェル・ワイン祭、10月第1日曜日開催[24]

## 教育

### 初等中等教育

#### 公立学校
ロズウェル市の公立学校はフルトン郡教育学区に属している。
チャータースクール:
- アマナ・アカデミー（幼稚園から8年生）

小学校:
- エスター・ジャクソン小学校
- ヘンブリー・スプリングス小学校
- ミモザ小学校
- マウンテンパーク小学校
- ノースウッド小学校
- ロズウェル・ノース小学校
- スウィートアップル小学校
- ヒルサイド小学校
- リバーイブス小学校

中学校:
- クラバップル中学校
- エルキンス・ポイント中学校
- ホルコム・ブリッジ中学校

高校:
- センテニアル高校

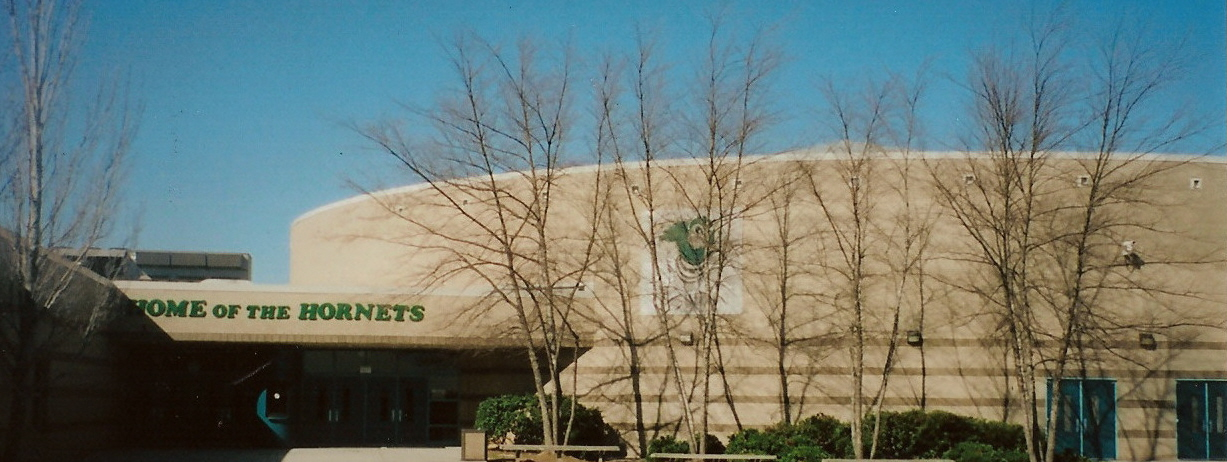
ロズウェル高校玄関、体育館（別名スティンガー・ドーム）のドーム型屋根が見える

- クロスローズ・セカンドチャンス・ノース・オルタナティブ・スクール
- ロズウェル高校

#### 私立学校
- クリエイティブ・モンテッソリ学校
- ブレスト・トリニティ・カトリック高校
- クリサリス・イクスペリエンシャル・アカデミー
- コテージ・スクール
- クロス・オブ・ライフ・モンテッソリ学校
- イートン・アカデミー
- フェローシップ・クリスチャン学校
- ハイメドウズ学校
- クイーン・オブ・エンジェルス・カトリック学校
- ビレッジ・モンテッソリ
- ハワード学校北キャンパス
- セントフランシス高校
- ジェイコブスラダー・ニューロデベロプメンタル学校 & セラピー・センター

### 公共図書館
アトランタ・フルトン公共図書館システムがロズウェル支所を運営しており、2015年初期にはイーストロズウェル支所も開設した。

## インフラ

### 主要高規格道路
- ジョージア州道9号線
- ジョージア州道92号線
- ジョージア州道120号線
- ジョージア州道140号線
- ジョージア州道400号線

## 著名な出身者
- デール・マーフィー、メジャーリーグベースボール選手、アトランタ・ブレーブス、ナショナルリーグのMVP2回、1980年代にロズウェルに住んでいた
- ジェローム・ベティス、NFLアメリカンフットボール選手、ピッツバーグ・スティーラーズ他、NFLネットワークコメンテーター[26]